# Пенсионное страхование
Пенсионное страхование — институт социальной защиты граждан, позволяющий сформировать источник финансирования пенсий для выплат в случае потери трудоспособности. Пенсионное страхование является основой пенсионной системы в развитых странах, на долю которой приходится от 50 % до 90 % ресурсов национальных пенсионных систем. Различают обязательное пенсионное страхование и добровольное пенсионное страхование.

## Обязательное пенсионное страхование в Российской Федерации
Обязательным называют пенсионное страхование, действующее в силу закона.
C принятием федерального закона «Об обязательном пенсионном страховании» в 2002 году в России началась пенсионная реформа. В соответствии с этим законом все граждане Российской Федерации становятся застрахованными лицами. Социальный фонд Российской Федерации открывает каждому гражданину индивидуальный лицевой счёт, на который зачисляются страховые взносы, которые за работника перечисляет работодатель при начислении ему заработной платы. Эти взносы и формируют будущую пенсию.
Накапливаемые на лицевом счёте страховые взносы инвестируются на финансовом рынке, формируя дополнительно накопительную часть.
Управление накопительной частью пенсии осуществляет Государственная управляющая компания (ГУК «Внешэкономбанк»). Средства туда перечисляются непосредственно из Социальный фонд Российской Федерации по умолчанию, то есть в случае, если гражданин не определил иной вариант инвестирования. Граждане, не давшие указаний Пенсионному фонду об ином способе инвестирования их накопительной части пенсии, получили условное название «молчуны».
Граждане имеют право по-иному распорядиться своей накопительной частью пенсии, передав право на управление накопленными средствами частной управляющей компании или негосударственному пенсионному фонду.
По достижении пенсионного возраста накопленные взносы с учётом инвестиционного дохода являются источником, из которого будет выплачиваться пожизненная пенсия.
Законодательством утверждены три варианта получения этих средств:
- в виде срочной пенсионной выплаты. Продолжительность такой выплаты определяет сама владелица сертификата, но она не может быть менее 10 лет. Назначается и выплачивается, в том числе, за счет средств материнского капитала, направленных на формирование накопительной пенсии, и дохода от их инвестирования;
- в виде накопительной пенсии. Выплачивается ежемесячно и пожизненно. Размер ежемесячной выплаты определяется с учетом ожидаемого периода выплаты пенсии. При ее расчете, помимо средств материнского капитала, учитываются все средства пенсионных накоплений владелицы сертификата, учтенные на ее индивидуальном лицевом счете в Социальном фонде России;
- в виде единовременной выплаты, если размер накопительной пенсии составляет 5 процентов и менее по отношению к сумме размера страховой пенсии по старости, в том числе с учетом фиксированной выплаты, и размера накопительной пенсии, рассчитанных по состоянию на день назначения накопительной пенсии. Также такая выплата устанавливается гражданам, получающим страховую пенсию по инвалидности или по случаю потери кормильца, либо получающим пенсию по государственному пенсионному обеспечению, которые при достижении общеустановленного пенсионного возраста не приобрели право на установление страховой пенсии по старости из-за отсутствия необходимого страхового стажа и (или) суммы пенсионных коэффициентов не менее 30 (с учетом переходных положений).

### Индивидуальный лицевой счёт застрахованного лица
Данные об уплате страхователями (работодателями) обязательных пенсионных страховых взносов за работника, сведения о страховом (трудовом) стаже, отражаются на индивидуальном лицевом счёте застрахованного лица, который ведёт Социальный фонд РФ для каждого официально работающего гражданина России. Порядок ведения этого лицевого счёта регламентируется Федеральным законом от 01.04.1996 N 27-ФЗ «Об индивидуальном (персонифицированном) учете в системе обязательного пенсионного страхования». Любой гражданин РФ, имеющий СНИЛС, может проверить сведения об уплате обязательных страховых взносов своим работодателем на своём индивидуальном лицевом счёте в СФР с помощью интернет-портала «Госуслуги».

## Добровольное пенсионное страхование в Российской Федерации
В России добровольное пенсионное страхование — система накоплений будущей пенсии, основанная на тех же принципах, что и обязательное пенсионное страхование. Его основные отличия от обязательного пенсионного страхования заключаются в том, что добровольное пенсионное страхование предусматривается законом лишь для отдельных категорий занятых лиц, не состоящих в трудовых отношениях. Таковы, в частности, самозанятые, индивидуальные предприниматели, арбитражные управляющие, частные нотариусы, неработающие граждане и некоторые другие. Указанные лица подают заявление в СФР и самостоятельно уплачивают страховые взносы.

## Негосударственное пенсионное обеспечение (НПО)
Негосударственное пенсионное обеспечение (НПО) — это дополнительное добровольное пенсионное обеспечение, позволяющее получить прибавку к базовой пенсии.
Если раньше негосударственное пенсионное обеспечение существовало в основном на крупных предприятиях и формировалось в виде корпоративных пенсионных программ, то сегодня негосударственные пенсионные фонды развивают этот продукт, предлагая и индивидуальные пенсионные планы как предприятиям так и для частных лиц.
Преимущества для российских работодателей негосударственного пенсионного обеспечения работников:
- добровольный характер негосударственного пенсионного обеспечения в РФ;
- является не заменой обязательного пенсионного страхования, а дополнением к нему;
- характеризуется персональным подходом к каждому клиенту: учитывается возраст, уровень дохода, период, в течение которого Вы планируете получать дополнительный доход при выходе на пенсию;
- гибкий размер взносов;
- возможность самостоятельно определять, когда и сколько вносить на счёт;
- размещение резервов;
- независимость процента доходности от размера взноса (даже небольшая сумма на счёте приносит доход в результате её инвестирования);
- налоговый вычет;
- возможность возврата 13 % от общей суммы взносов;
- возможность наследования накопленных средств (при этом наследуемые таким образом средства не требуют уплаты подоходного налога).

При достижении совершеннолетия любой гражданин Российской Федерации может начать самостоятельно формировать свою будущую пенсию за счет личных средств, заключив договор негосударственного обеспечения. Наличие трудового стажа в данном случае необязательно.

## Основные направления развития
В Европе можно выделить три основных направления развития пенсионных реформ:
- Улучшение систем страхования пенсионного финансирования. Меры: борьба с теневыми видами занятости, не подпадающими под пенсионное страхование (15-20 % Западная Европа, 25-30 % — Центральная, Южная и Восточная); повышение пенсионного возраста, увеличение трудового стажа, необходимого для получения пенсии, сокращение льгот, позволяющих досрочно получить пенсию.
- Увеличение минимальных пенсий — в странах ЕС бедность грозит каждому пятому пенсионеру, в России, Великобритании и прибалтийских странах — каждому третьему.
- Снижение рисков, связанных с частными накопительными пенсиями. Среди мер — усиление контроля и надзора за частными пенсионными фондами и выбор менее рискованных финансовых инструментов фондами государственными[5].